# The Forest Sanctuary
The Forest Sanctuary (ang. Świątynia leśna) – poemat angielskiej poetki romantycznej Felicii Hemans, opublikowany w 1825 w zbiorze The Forest Sanctuary and Other Poems.

## Forma
Poemat został napisany oryginalną strofą dziewięciowersową, odwołującą się do modelu strofy spenserowskiej, ale różniącą się od niej schematem rymowym. Podczas gdy klasyczna strofa spenserowska rymuje się ababbcbcc, zwrotka Felicii Hemans realizuje schemat ababccbdd. Strofę poetki łączy ze zwrotką Spensera fakt, że ostatni wers jest dłuższy o jedną stopę, sześciostopowy a nie pięciostopowy.

The voices of my home! — I hear them still!
They have been with me through the dreamy night—
The blessed household voices, wont to fill
My heart's clear depths with unalloy'd delight!
I hear them still, unchang'd: — though some from earth
Are music parted, and the tones of mirth—
Wild, silvery tones, that rang through days more bright!
Have died in others, — yet to me they come,
Singing of boyhood back — the voices of my home!

Takiej strofy użyła wcześniej Anna Seward w wierszu To Time Past, written Jan. 1773.

## Treść
Poemat opowiada o losach niewymienionego z imienia hiszpańskiego konkwistadora, który wraca do ojczyzny, a następnie udaje się z powrotem do Ameryki na wygnanie. Powodem banicji są jego poglądy religijne, nieodpowiadające ogólnie obowiązującej ortodoksji, na straży której stała osławiona hiszpańska inkwizycja. Dzieło Felicii Hemans przypomina do pewnego stopnia utwór Thomasa Campbella Gertrude of Wyoming, jeśli chodzi o przeciwstawienie zepsutej Europy i sielankowego Nowego Świata.